# 모래와 안개의 집
《모래와 안개의 집》(영어: House of Sand and Fog)은 미국에서 제작된 바딤 페렐만 감독의 2003년 드라마 영화이다. 제니퍼 코널리, 벤 킹즐리 등이 출연하였고, 페렐만과 마이클 런던 등이 제작에 참여하였다.

## 출연진
- 제니퍼 코널리 - 캐시 니컬로 역
- 벤 킹즐리 - 마수드 베라니 대령 역
- 쇼레 아그다슐루 - “나디” 베라니 역
- 론 엘다드 - 레스터 버던 보안관보 역
- 프랜시스 피셔 - 코니 월시 역
- 조너선 어두트 - 이스메일 베라니 역
- 킴 디킨스 - 캐럴 버던 역
- 칼로스 고메즈 - 앨버레즈 경위 역
- 나비 라왓 - 소라야 베라니 역
- 아키 알리옹 - 트랜(쩐) 역
- 레이 어브루초 - 프랭크 니컬로 역
- 스펜서 개릿 - 경매인 역

## 기타 제작진
- 공동 제작: 제러마이아 새뮤얼스, 숀 로런스 오토
- 협력 제작: 크리스 솔도
- 배역: 데버라 어퀼라, 메리 트리샤 우드
- 미술: 마이아 제이번
- 의상: 할라 바멧

## 우리말 녹음
MBC 성우진
- 최수진 - 캐시(제니퍼 코널리)
- 이종혁 - 베라니(벤 킹즐리)
- 송준석 - 레스터(론 엘다드)
- 기경옥 - 나디(쇼레 아그다슐루)
- 류승곤 - 이스메일(조너선 어두트)
- 유상우 - 코니 월시(프랜시스 피셔)
- 이상범 - 앨버레즈(칼로스 고메즈)
- 문남숙 - 캐럴(킴 디킨스)
- 양준건 - 프랭크(레이 어브루초)

## 같이 보기
- 미국 영화